# أعصاب قحفية
الأعصَابُ القَحفِيَّة هي الأعصاب التي تنشأ مباشرة من الدماغ (بما في ذلك جذع الدماغ)، على النقيض من الأعصاب الشوكيّة (التي تنشأ من قطع الحبل الشوكي). 10 من أصل 12 عصباً تنشأ من جذع الدماغ. تنقل الأعصاب القحفية المعلومات بين الدماغ وأجزاء الجسم، وبشكل رئيسي من وإلى الرأس والعنق.

تنبثق الأعصاب الشوكية بالتتالي من الحبل الشوكي بدءاً من العصب الشوكي. وهو الأقرب إلى الرأس وهو ينبثق من المسافة فوق الفقرة الرقبيّة الأولى C1. تنبثق الأعصاب القحفيّة من الجهاز العصبي المركزي فوق هذا المستوى. يتزاوج كل عصبٍ قحفِيٍّ مع عصبٍ في الجانب الآخر. واعتماداً على التعريف عند البشر يُوجد اثني عشر أو ثلاثة عشر زوجاً من الأعصاب القحفيَّة، يتم ترقيمها بالأرقام الرومانية بدءاً من (I) حتى (XII)، أحياناً تضم كذلك العصب القحفي الصِفرِيّ. يُعتمد في ترقيم الأعصاب القحفيّة على الترتيب الذي تنبثق فيه من الدماغ، من الأمام إلى الخلف (جذع الدماغ).

تنبثق الأعصاب الانتهائي (الصِفريّ) والشمِّيّ (I) والبصريّ (II) من المخ أو الدماغ الأمامي، أما الأزواج العشرة المتبَقِيّة تنبثق من جذع الدماغ وهو الجزء الأدنى من الدماغ.

تُعتبر الأعصاب القحفيّة أحد مُكوِّنات الجهاز العصبي المُحيطيّ، على الرغم من أنه على المستوى البنيوي الأعصاب الشمِّيّ والبصريّ والانتهائي (الصِفريّ) بشكل أكثر دِقَّة تُعتبر جزءاً من الجهاز العصبي المركزيّ.

## التشريح
في مُعظمِ الأحيان، يُعتبر أن لدى البشر اثني عشرَ زوجاً من الأعصاب القحفيّة (I–XII). وهم: الشَمِيّ (I)، والبَصَرِيّ (II)، والمُحَرِكُ العَينِيّ (III)، والبَكَرِيّ (IV)، وثُلاثِيُّ التَوَائِم (V)، والمُبّعِّد (VI)، والوَجهِيّ (VII)، والدِهلِيزيُّ القَوقَعِيّ (VIII)، والبُلعُومِيّ اللِسَانِيّ (IX)، والمُبهَم (X)، والإِضَافِيّ (XI)، وتَحت اللِسَان (XII). (يُمكن أن يكون هناك زوج ثالثَ عَشَر من الأعصاب القحفيّة، وهو العَصَبُ الاِنتِهَائِيُّ (العَصَبُ الصِفرِيُّ)، وهو عصب صغير جداً ويمكن أن يَكُونَ وظيفيَّاً أو غير وَظيفيّ.)

### الاصطلاحات
تُسمَّى الأعصابُ القحفيَّةُ عموماً تبعاً لبنيتها أو وظيفتها. على سبيل المثال، العَصَبُ الشَمِيّ (I) يُعَصِّب حاسَة الشَّم، والعَصَبُ الوَجهِيّ (VII) يُعطي تعصيباً حركيَّاً للوَجه. كانت اللُغَةُ اللاتِينيَّة هي اللغة الشائعة لدراسة التشريح عندما تَمَّ توثِيقُ الأعصاب لِلمرَّة الأُولى وتسجيلها ومناقَشَتُها، لِذا فإن العديدَ من الأعصاب ما تزال تحتفظ بتسميتها اللاتينيَّة أو اليونانيَّة بما في ذَلكَ العصبُ البَكَرِيُّ (IV) (الإنجليزية: The Trochlear nerve) الذي يُسمَّى تبعَاً لبُنيَتِه، وتزويده لعَضَلةٍ تنغرز في بكرَة (اليونانية: Trachlea). أيضاً العَصَبُ ثُلاثِيُّ التَوَائِم (V) قد سُمِّيَّ بسبب انقساماته الثلاثة (حيث تعني كلمة "tri-geminus" اللاتينيَّة الثُلاثِيّ)، ويُسّمَّى العَصَبُ المُبهّم (X) بهذا الاسم بسبب مسيره الشارد (اللاتينيَّة: Vagus).

تُرقَّم الأعَصَابُ القَحفِيَّة اعتِمَاداً على توضُّعها وفق المحور منقاريّ-ذيليّ (من الأمام إلى الخلف)، عند عرض الدماغ. إذا كان الدِمَاغ مُزالاً بِعنَايَةٍ من الجُمجُمة، فستظهر الأعصاب بالترتيب.

للأعصاب القحفيّة مسارات داخل وخارج الجمجمة. تُدعى المسارات داخل الجمجمة بـ«داخل القحفيّة» والمسارات خارج الجُمجمة بـ«خارج القحفيّة». يوجد كذلك العديد من الفتحات في الجمجمة تُدعى «الثُّقَب» (مفردها: ثُقبة) اللاتينيّة: Foramina، مفردها: Foramen)، تعبر من خلالها الأعصاب القحفيّة إلى خارج الجمجمة. جميع الأعصاب القحفيّة مزدوجة، مما يعني أنه يوجد زوجان أيمن وأيسر لكل جانب من الجسم. أيُّ عضلة أو قطعة من الجلد أو وظيفة إضافية على أحد جانبي الجسم تتلقى تعصيباً من عصبٍ قحفيّ ينشأ من الجانب ذاته، تُدعى بـ الوظيفة المتماثلة، أما إذا كانت الوظيفة على الجانب المعاكس لمنشأ العصب القحفيّ الذي يُعصِّبها فتُعرف عندها بـ الوظيفة المُقابلة.

### المسار داخل الجمجمة

#### النوى
تُحتوى أجسام خلايا العديد من العُصبُونَات لمُعظم الأعصابِ القَحفيَّة في نواة أو أكثر في جذع الدماغ. هذه النِوَى مُهِمَّةٌ بالنسبة للخلل الوظيفيّ في الأعصاب القحفيّة لأن الضرر الذي يلحق بهذه النِوَى كالسكتة أو الورم ويمكن أن يحاكي الضرر لفرع أو أكثر من عصبٍ قحفيّ. بالنسبة لنوى أعصاب قحفيَّةٍ مُحدَّدةٍ، فغن الدماغ الأوسط من جذع الدماغ يحتوي على نواة العصب المُحرِّك للعين (III) والعَصَبِ البَكَرِيّ (IV) أمَّا الجِسر فيحتوي على نِوَى العَصَب ثُلاثِيُّ التَوَائِم (v) والعَصَب المُحرِّكُ لِلعَين (VI) والعَصَبُ الوَجهِيّ (VII) والعَصَب الدِهلِيزيُّ القَوقَعِيّ (VIII)، بينَمَا يحتَوِي النُخاعُ المُستَطِيل على نِوَى العَصَب البُلعُومِيّ اللِسَانِيّ (XI) والعَصَب المُبهَم (X) والعَصَب الإِضَافِيّ (XI) والعَصَب تَحت اللِسَان (XII). تخرج ألياف هذه الأعصاب القحفيّة من جذع الدماغ من هذه النِوَى.

#### العُقَد العَصبيَّة
تمتلك بعض الأعصاب القحفيّة عُقَداً حسيَّة أو نظيرةَ وِدِيَّة (والعُقدة عبارة عن تجمُّعٍ لأجسام الخلايا العَصَبيّة)، حيثُ تَقَعُ هذه العُقَد خارجَ الدِمَاغ (ولَكِن يُمكن أن تَكُون داخل الجُمجمة أو خارجها).

ترتبط العُقَدُ الحِسيَّة للأعصاب القحفيّة بالعقد الموجودة على الجذر الظَهرِيّ للأعصاب الشَوكِيَّة وتُعرَفُ هذه العُقَد بالعُقَدِ العَصَبيّة القَحفِيَّة. تُوجَد العُقد العصبية في الأعصاب ذات الوظيفة الحِسيَّة: ثُلاثيُّ التَوائم (V)، والوَجهِيّ (VII)، والدِهلِيزيّ القَوقَعِيّ (VIII)، والبُلعُوميُّ اللِسانيّ (XI)، والمُبهَم (X). هُناكَ أيضا العقد نَظِيرةُ الوِدِّيَّة والتي تُمثِّل جُزءاً من الجهازِ العَصَبيّ الذاتي وتُوجد للأعصاب القحفيَّة: المُحرِّكُ لِلعَين (III)، والوَجهِيّ (VII)، والبُلعُوميُّ اللِسانيّ (XI)، والمُبهَم (X).
- العُقَد ثُلاثِيَّةُ التَوَائِم التابعة للعَصَب ثُلاثيِّ التَوائِم (V): تحتلُّ مساحةً في الأم الجافيَة تُدعى الكهف ثُلاثيّ التوائم. تحتوي هذه العُقدة على أجسام الخلايا العصبية التي تُرسل أليافها الحسيّة في فروع العَصَب ثُلاثيّ التَوَائِم الثلاث.
- العُقدة الرَكبيَّة التابعةُ للعصَبِ الوَجهِيّ (VII): موجودة بعد دخول العَصَب للنفق الوجهيّ، وتحتوي هذه العُقدة على أجسام خلايا الألياف الحِسيَّة للعَصَب الوَجهيّ.
- العُقد العُلوِيَّة والسُفلِيَّة التابعة للعَصَب البُلعُوميّ اللِسَانِيّ (IX): تقع على العَصَب بعد مُروره من الثُقبَةِ الوِدَاجيّة، وتحتوي هذه العُقدة على أجسام خلايا الألياف الحِسيَّة للعَصَب البُلعُوميّ اللِسَانِيّ.
- العُقدَةُ السُفلِيَّة التابعة لِلعَصَبِ المُبهَم (العُقدَةُ العَقِدَة): تقَعُ تحت الثُقبَةِ الوِدَاجيَّة وتحتوي على أجسام خلايا الأليفا الحِسيَّة للعَصَب المُبهَم.

#### الخروج من الجمجمة والمسار خارج الجمجمة
| المَوقِع              | العَصَب |
| ------------------- | --- |
| الصفيحة المصفوية    | العَصَبُ الشَّمِّيّ (I)                                                                                             |
| الثقبة البصرية      | العَصَبُ البَصَريّ (II)                                                                                           |
| الشَقُّ الحَجَاجِيّ العُلوِيّ | العَصَبُ المُحَرِّكُ لِلعَين (III) العَصَبُ البَكَرِيّ (IV) العَصَبُ المُبَعِّد (VI) الاِنقِسَامُ الأَوَّل من العَصَبُ ثُلاثِيُّ التَوَائِم (العَينِيّ) |
| الثُقبَةُ المُدوَّرَة      | الاِنقِسَامُ الثَّانِي من العَصَبُ ثُلاثِيُّ التَوَائِم (الفَكِّيُّ العُلوِيّ)                                                       |
| الثُقبَةُ البَيضيَّة      | الاِنقِسَامُ الثَالِثُ من العَصَبُ ثُلاثِيُّ التَوَائِم (الفَكِّيُّ السُفلِيّ)                                                       |
| النفق السَمعِيّ الباطن | العَصَبُ الوَجهِيّ (VII) العَصَبُ الدِهلِيزيُّ القَوقَعِيّ (VIII)                                                            |
| الثُقبَةُ الوِداجيَّة     | العَصَبُ البُلعُومِيّ اللِسَانِيّ (IX) العَصَبُ المُبهَم (X) العَصَبُ الإِضَافِيّ (XI)                                             |
| النَفَق تحتَ اللِسَان    | العَصَبُ تحت اللِسَان (XII)                                                                                      |

بعدَ أن تَنَبَثِقَ الأعصاب القحفيّة من الدِماغ، تسافر هذه الأعصاب داخل الجُمجمة أو تغادر خارج هذه الحُجرة العظميّة كي تصِلَ إلى وجهتها. بينما تَمُرّ عبر أنفاقٍ عظميَّةٍ، وهي عبارة عن مسارات مُغلَقَة داخل العظم. قد تحتوي هذه الثقوب والقنوات على أكثر من عصب قحفيّ واحد وقد تحتوي على أوعيةٍ دمويَّةٍ أيضاً.
- العصبُ الشَّمِّيّ (I) يتألف بشكل دقيق من عدة ألياف عصبية صغيرة منفصلة، يمُرُّ عبر ثقوب في الصفيحة المصفوية وهي جزء من العظم الغربالي. تنتهي هذه الألياف في الجزء العلوي من الجوف الأنفيّ ووظيفتها نقل النبضات التي تحتوي على معلومات الروائح إلى الدماغ.
- يمرُّ العصب البَصَرِيّ (II)عبر الثقبَةِ البَصَرِيَّة في العظم الوتدي ومن ثمَّ ينتقِلُ إلى العين. ينقُلُ العصبُ البصريّ المعلومات التي تتعلق بالرؤية إلى الدماغ.
- تخرج الأعصاب العصب المُحرِك لِلعَين (III) والعصب البَكَرِيّ (VI) والعصب المُبَعِّد (VI) والفرع العيني للعصب ثُلاثيِّ التوائِم (V1) خارجَ الجمجمة إلى جوف الحَجاج، وذلك عبر الشقّ الحجاجيِّ العُلوِيّ عبر الجيب الكهفيّ. تتحكَّمُ هذه الأعصاب بالعضلات الصغيرة التي تُحرِّكُ العين وأيضاً تُعطي التعصيبَ الحِسِّيّ للعين والحَجَاج.
- يَمُرُّ الفرعُ الفَكِّيّ العُلوِيّ للعصب ثُلاثيِّ التوائِم (V2) عبر الثُقبَةِ المُدَوَّرَة في العَظمِ الوَتَدِيّ ليُعصِّب جلد منتصف الوجه.
- يَمُرُّ الفرعُ الفَكِّيّ السُفليّ للعصب ثُلاثيِّ التوائِم (V3) عبر الثُقبَةِ البَيضيَّة في العظم الوَتَدِيّ ليُعصِّب الوجه السفلي حسيَّاً. يُرسل هذا العصب أيضاً فروعاً إلى جميع العضلات التي تتحكَّم بالمضغ تقريباً.
- يدخلُ كلا العصبن الوَجهِيّ (VII) والدِهليزيّ القَوقَعِيّ (VIII) النفق السمعي الباطن في العظم الصَدغِيّ. يصل العَصَبُ الوَجهيّ إلى جانب الوجه عبر الثُقبَةِ الإبريّة الخشَّائِيّة في العظم الصَدغيّ. تنتشر من ثُمَّ أليافه إلى الخارج لتصل إلى جميع عضلات الوجه التعبيريّة. بينما يصل العصب الدهليزي القوقعي إلى أعضاء التوازن والسمع في العظم الصدغي، ومن ثُمَّ لا يصل إلى السطح الخارجي للجمجمة.
- تترك الأعصاب البُلعُومِيّ اللِسَانِيّ (IX) والمُبهَم (X) والإضَافِيّ (XI) الجمجمة عبر الثقبة الوِدَاجيّة وتدخلُ من ثَمّ العنق. يعطي العصب البلعومي اللساني التعصيب إلى الجزء العلوي من الحلق والجزء الخلفي من اللسان، بينما يعطي العصب المبهم التعصيب للعضلات في الحنجرة ويستمر إلى الأسفل ليُعطي التعصيب نظير الوِدّيّ إلى الصدر والبطن، أما العصب الإضافي فيتحكَّم بالعضلة شبه المُنحرِفَة والعضلة القصِّية الترقَوِيّة الخَشَّائيّة (القَتَرَائِيّة) في العنق والكتف.
- يخرج العَصَب تحت اللِسَان (XII) من الجمجمة عبر النفق تحت اللِسَان في العظم القذالي ويصل إلى اللسان ليتحكَّم بجميع العضلات المُشاركة في تحريكه تقريباً.[5]

## الوظيفة
توفر الأعصاب القحفيّة التعصيب الحسيّ والحَرَكِيّ بشكل رئيسي للبُنى الموجودة في الرأس والعُنُق. يتضمَّن التعصيب الحسيّ الإحساسَ «العَام» كدرجة الحرارة واللمس، والتعصيب «الخاص» كالتَذَوُّق والرؤية والشمّ والتوازن والسمع.

يُعطي العَصَب المُبهَم التعصيب الحسيّ والذاتي (نظير الودّي) الحركيّ للبُنى الموجودة في العُنُق ومعظم الأعضاء الموجودة في الصدر والبطن.

### الشم (I)
يحمل العَصَب الشَمِّيّ (I) إحساس الشَّمّ.

يمكن أن يُؤدي تضَرُّر العَصَب الشَّمِّيّ (I) إلى فقدان القُدرَة على الشم (فَقدُ الشَّم)، أو تشوُّه في حِسِّ الشَّم (خَطَمُ الشَّم)، أو تشوُّه أو نقص في التَذوُّق. إذا ما كان هناك اشتباهٌ في تَغيُّرِ حِسِّ الشَّم، يَتُمُّ اختبار كل مَنخَر بمواد ذات روائح معروفة كالقَهوة أو الصابون. قد يُؤدِّي شَمُّ بعض المواد شديدة الرائحة كالأمونيا إلى تنبيه مستقبلات الأذيَّة التابعة للعصب ثُلاثِيّ التَوَائِم والتي تَقَعُ في التَجويف الأنفي ويمكن أن يؤدي هذا إلى تشويش اختبار الشَمّ.

### الرؤية (II)
ينقُلُ العَصَبُ البصَرِيّ (II) معلومات الرؤية.

يؤدي تضَرُّر العصب البصري (II) إلى التأثير على أوجه محددة في الرؤية، تعتمد على مكان الضرر. يمكن أن يصبح الشخص غير قادر على رؤية الأشياء في الجانب الأيمن أو الأيسر (عمى شقيّ مماثل الجانب)، أو قد يجد صعوبةً في رؤية الأشياء الواقعة في الحقول البصرية الخارجية (عمى نصفي صُدْغي مزدوج) إذا كان التصالب البصري مصاباً أيضاً. يمكن اختبار الرؤية عبر فحص الحقل البصري، أو عبر فحص الشبكيّة باستخدام منظار عبر عمليَّة تُدعى تنظير قاع العين. يمكن أن يتم استخدام اختبار حقل بصري لتحديد الآفات البنيوية في العصب البصري، أو حتَّى على طول المسار البصري.

### حركة العين (III, IV, VI)

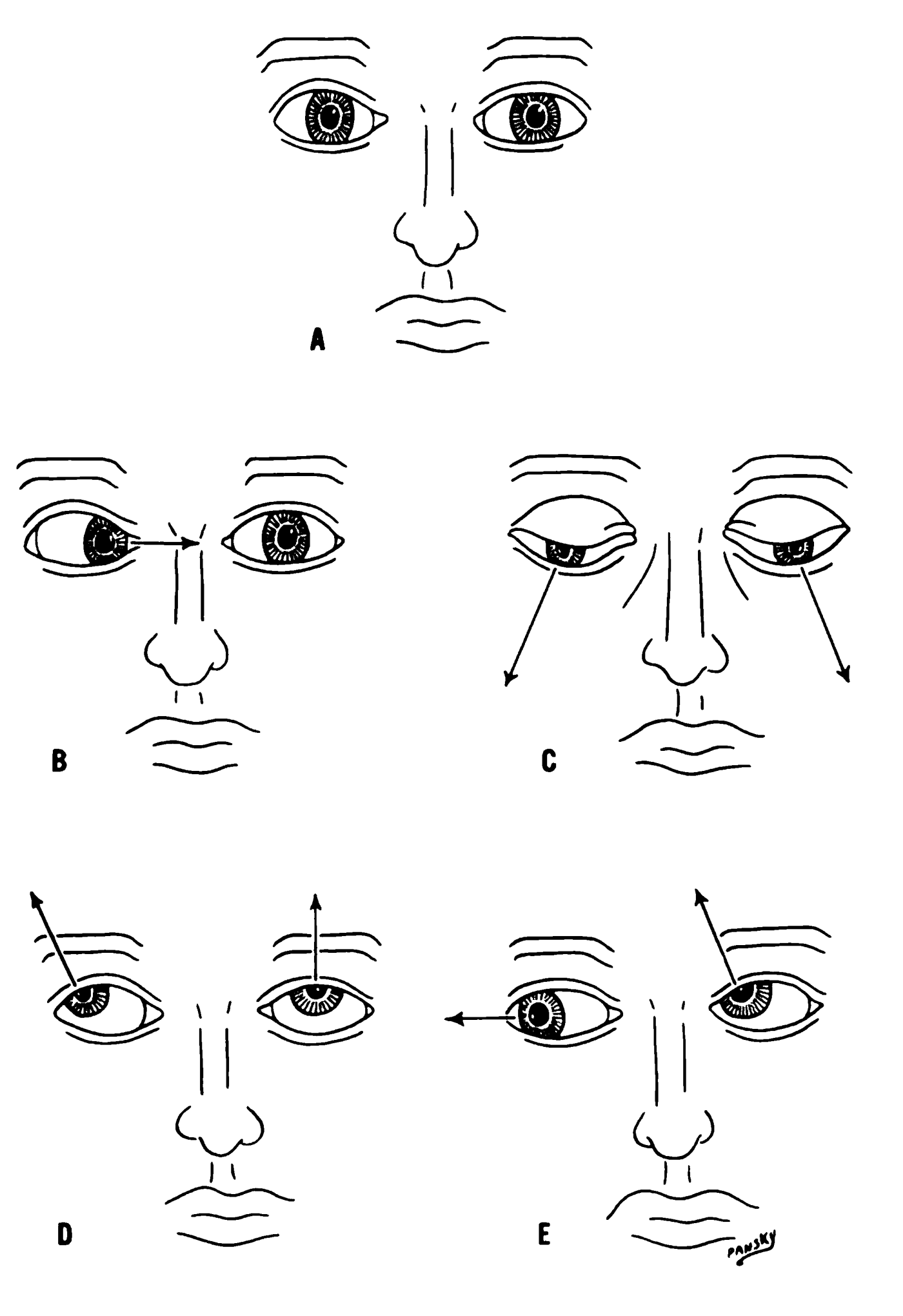
انحرافات متنوِّعة للعين تعود لوظيفة غير طبيعيّة لأهداف الأعصاب القحفيّة.

تُنسِّق الأعصاب المُحرِّكُ لِلعَين (III) والبَكَرِيّ (IV) والمُبَعِّدُ (VI) حرَكَة العين.

يمكن أن يُؤثِّر تضَرُّر الأعصاب المُحرِّكُ لِلعَين (III) والبَكَرِيّ (IV) والمُبَعِّدُ (VI) على حركة كرة العين. يمكن أن تتأثر أحد العينين أو كلاهما، وفي كلتا الحالتين يمكن أن يحدث رؤية مضاعفة (ازدواج الرؤية) لأن حركات العين لم تعد متزامنة. يتم اختبار الأعصاب (III) و (IV) و (VI) عبر ملاحظة كيفية تَتَبُّع العين لشيء في الاتجاهات المختلفة. يمكن أن يكون هذا الشيء إصبعاً أو دبُّوس، يمكن تحريكه في اتجاهات مختلفة لاختبار سرعة السَعي. إذا كانت العينان لا تعملان معاً، فإن السبب الأكثر ترجيحاً هو تَضَرُّر عصب قحفي مُعيَّن أو نواته.

أمَّا الأضرار التي تلحق بالعصب المُحرِّك للعين (III) يمكن أن يسبب رؤية مزدوجة (ازدواج الرؤية) وعدم القدرة على تنسيق حركات كلا العينين (الحَوَل) أيضاً انسدال الجفون (تدلِّي الجفون) وتوسُّع الحدقة. قد تؤدِّي الآفات إلى عدم القدرة على فتح العين بسبب شلل العضلة رافعة الجفن.قد يُعوِّض الأفراد الذين يعانون من آفةٍ في العصب المُحرِّك للعين عبر إمالة رؤوسهم لتخفيف الأعراض بسبب شلل واحدة أو أكثر من عضلات العين التي يتحكَّم بها العصب.

يمكن أن يؤدي تَضرُّر العصب البّكّريّ (IV) أيضاً إلى التسبُّب بازدواج الرؤية بحيث تقترب العين وترتفع. ستكون النتيجة عيناً لا يمكن تحريكها نحو الأسفل بشكل صحيح (خصوصاً نحو الأسفل في الوضع الداخلي). يعود هذا إلى انخفاض في العضلة المائلة العلوية التي يعصِّبها العصب البَكَرِيّ.

أما تضَرُّر العصب المُبَعِّد (VI) يمكن أن يؤدي إلى ازدواج الرؤية. ويعود هذا إلى انخفاض العضلة المستقيمة الوحشية التي يُعصِّبها العصب المُبَعِّد.

### ثُلاثيُّ التَوَائم (V)
يتكوَّن العَصَب ثُلاثيّ التوائم (V) من ثلاثة أجزاء متمايزة: العينيّ (V1) والفَكِّيّ العُلوِيّ (V2) والفَكِّيّ السُفلِيّ (V3). تقوم هذه الأعصاب معاً بتعصيب الإحساس الجلدي للوجه وتتحكَّم بعضلات المضغ. يتأثر العصب ثلاثي التوائم بعدة ظروف مثل ألم العصب ثلاثي التوائم، أو الصداع العنقودي، أو الهربس النطاقي ثلاثي التوائم. يحدث ألم ثلاثي التوائم أثناء الحياة بدءاً من الكهولة وما بعد، وغالباً يحدث بعد سن الستين، وهو حالة ترتبط عادةً مع ألم قويّ جداً منتشر على منطقة يعصِّبها الانقسامات الفكي العلوي أو الفكي السفلي من العصب ثلاثي التوائم (V2 و V3).

يمرُّ العصب الوجهي عبر العظم الصدغي الصخري و الصماخ السمعي الباطن و النفق الوجهي و الثقبة الإبرية الخشائية و من ثم عبر الغدة النكفية.

### التعبير الوجهي (VII)
قد تتظاهر آفات العصب الوَجهِيّ (VII) بشللٍ الوجه، حيث يكون الشخص غير قادر على تحريك العضلات في أحد أو كلا جانبي الوجه. يُمثِّل شلل بيل أحد الأشكال الشائعة جداً والمؤقتة عموماً لشلل الوجه. سبب شلل بيل مجهول، ويحدث عبر آفة عصبونية محركة سفلية أحادية الجانب في العصب الوجهي وتتظاهر بعدم القدرة على تحريك عضلات الوجه التعبيرية في الجانب ذاته، بما في ذلك رفع الحاجب وتجعيد الجبهة. يعاني مرضى شلل بيل غالباً من تدلِّي الفم من الجانب المُصَاب وغالباً لديهم مشكلة في المضغ بسبب إصابة العضلة المُبَوِّقة.

### السَمَع والتَوَازُن (VIII)
ينقسم العصب الدهليزي القوقعي (VIII) إلى عصب دهليزي وعصب قوقعي. يكون الجزء الدهليزي مسؤولاً عن تعصيب الدهليز والقنوات الهلالية (نصف الدائرية) في الأذن الداخلية، وينقل العصب الدهليزي معلومات التوازن، ويُمثِّلُ مكوناً هاماً من مكونات المُنعَكَس الدِهليزِيّ-العَينيّ، الذي يحافظ على استقرار الرأس ويسمح للعينين بتَتَبُّع الأجسام المتحركة. بينما ينقل العصب القوقعي المعلومات من القوقعة، مما يسمح بسماع الأصوات.

في حالة تأذِّي العصب، يمكن أن يعطي العصب الدهليزي إحساساً بالدُوار. يمكن اختبار وظيفة العصب الدهليزي عبر وضع مياه باردة ودافئة في الأذنين ومشاهدة التحفيز الحراري لحركات العين. يمكن أن يتظاهر تضرُّر العصب الدهليزي القوقعي بحركات العين المتكررة واللاإرادية (الرأرأة)، ولا سيَّما عند النظر في مستوى أفقي. قد يُسبب تضرُّر العصب القوقعي صمماً جزئياً أو تامَّاً في الأُذُن المُصَابة.

### الإحساس الفموي والتذوق وإفراز اللعاب (IX)

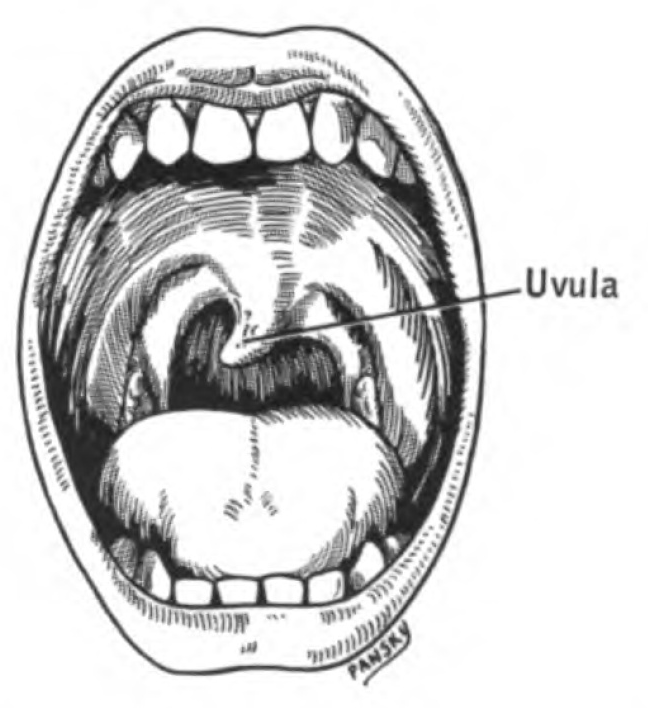
لُهاة منحرفة بسبب آفة في العصب البُلعومي اللساني (IX).

يُعصِّب العصب البلعومي اللساني (IX) العضلة الإبرية البلعومية ويعطي تعصيباً حسيَّاً للبلعوم الفموي وظهر اللسان. كما أنه يعطي التعصيب نظير الودي للغدة النكفية. يُرَجِّح الغياب أحادي الجانب لمُنعكس التَّهَوُّع آفةً في في العصب البلعومي اللساني (IX) ومن المحتمل العصب المُبهَم (X).

### العصب المُبهَم (X)
سيؤدي فقد وظيفة العصب المُبهَم (X) إلى خسارة التعصيب نظير الودي لعدد كبير من البُنى. أكبر آثار تَضرُّر العصب المُبهم قد تتضمن ارتفاعاً في الضغط الدموي ومعدل ضربات القلب. يكون الخلل الوظيفي في العصب المبهم بمفرده نادراً، ولكن يُمكن تشخيصه عبر الصوت الأجش وذلك بسبب خللٍ وظيفيّ لأحد فروعه وهو العصب الحَنْجَري الرَاجِع.

قد تؤدي أضرار العصب المُبهم إلى صُعُوبَات في البلع.

### رفع الكتف وتدوير الرأس (XI)

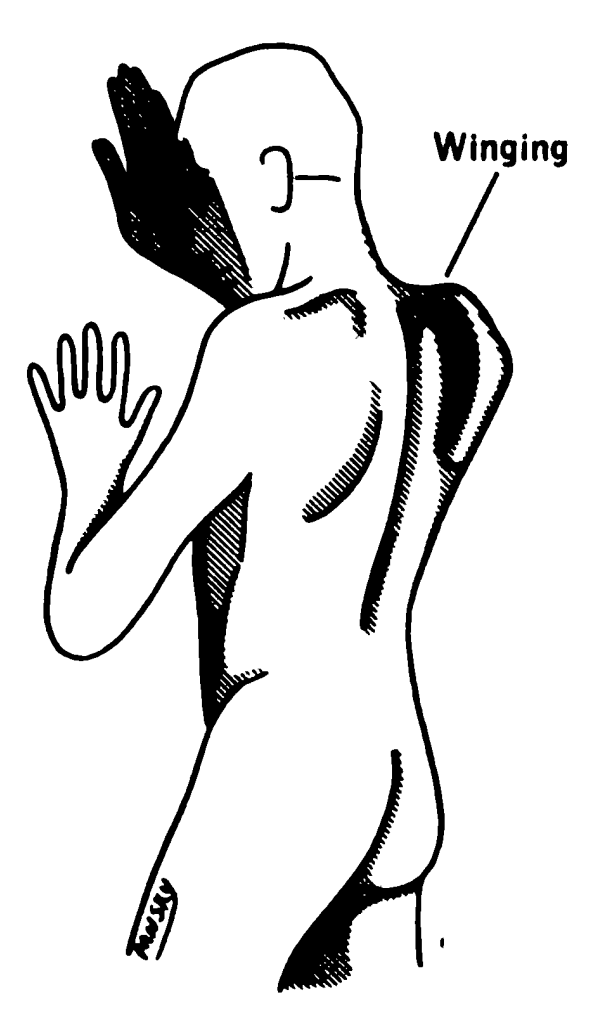
يمكن أن تحدث حالة الكتف المُجَنَّحَة عند وجود آفة في العصب الشوكي الإضافي.

يمكن أن يؤدِّي تَضرُّر العصب الشوكي الإضافي إلى ضعف في العضلة شبه المنحرفة في الجانب ذاته، يمكن أن يتم اختبار هذا عبر الطلب من المريض أن يرفع كتفه أو يهزَّه إلى الأعلى، مما سيؤدي لبروز لوح الكتف بوضعيّة الجناح. بالإضافة لذلك، إذا ما تأذّى العصب، سيظهر ضعف أو عدم قدرة على رفع لوح الكتف لأن العضلة رافعة الكتف هي العضلة الوحيدة التي ستقوم بهذه الوظيفة في هذه الحالة. اعتماداً على موقع الآفة يمكن أن يكون هناك أيضاً ضعف يظهر في العضلة القصيّة الترقويّة الخشَّائيّة (القترائيّة) التي تقوم بتدوير الرأس فيستدير بعملها الوجه إلى الجانب المعاكس.

### حركة اللسان (XII)
يتميّز العصب تحت اللسان (XII) بكونه يتزوّد من القشرة المحركة لكلا نصفي الكرة المُخِيّة. إن تضَرُّرَ العصب عند مستوى عصبوني محرِّك أدنى يمكن أن يؤدِّي إلى تَحزُّم أو إلى ضمور في عضلات اللِسَان. يبدو اللسان في حالة التَحَزُّم أشبه ما يكون بـ«كيس الديدان». بينما لا يؤدي تضَرُّر العصب في العصبون المحرك العلوي إلى ضمور أو تحزُّمات، ولكن يؤدي إلى ضعفٍ في العَضلات المُعَصَّبة فقط.

عندما يتأذَّى العصب، سيؤدِّي إلى ضعف في حركة اللسان على جانبٍ واحد. وعندما يتأذَّى ويتم مَدُّه فسيتحرك عندها باتجاه الجانب الضعيف أو المتأذِّي كما يظهر في الصورة.

## الأهمية السريرية

### الفحص
يمكن أن يُجري الأطباء وأطباء الأعصاب والمهنيُّون الطبيُّون الآخرون فحص العصب القحفيّ كجزءٍ من الفحص العصبي لفحص وظيفيّة الأعصاب القحفيّة. يتم ذلك عبر سلسلة من الاختبارات التي تُقَيِّمُ حالة كل عصب. يبدأ فحص العصب القحفي بمراقبة المريض لأن بعض آفات الأعصاب القحفية تؤثِّر على تناظر العينين أو الوجه. يتم اختبار حقول الرؤية والرأرأة عبر تحليل حركات عين مُعيَّنة. يتم اختبار إحساس الوجه، ويتم الطلب من المريض أن يُنَقِّذ حركات وجهيّة مختلفة كنفخ الخدَّين. يتم فحص السمع بواسطة صوت والشوكة الرنّانِة. يتم كذلك فحص موضع لُهاة المريض لأن عدم انتظامها يمكن أن ينبأ عن آفة في العصب البُلعُومِيّ اللِسَاني. من ثَمّ يتم تقييم قدرة المريض على استخدام الكتف وذلك لتقييم العصب الإضافي (XI) ووظيفة اللسان عبر مراقبة مختلف حركات اللسان.

### الأذية

#### الانضغاط
يمكن أن تنضغط الأعصاب بسبب ازدياد الضغط داخل القحف، أو تأثير كتلة نزيف مخيّ، أو بسبب ورم يضغط على الأعصاب ويتداخل مع انتقال النبضات على طول العصب. فقدان وظيفيّة عصب قحفي واحد يمكن أن تكون في بعض الأحيان العَرَض الأول لسرطان قاعدة الجمجمة أو سرطان داخل القحف.

قد يؤدي ازدياد الضغط داخل القحف إلى ضعف في الأعصاب البصريّة (II) وذلك بسبب انضغاط الأوردة والشعيرات، مما يؤدي إلى تَوَرُّم في كرة العين (وذمة حليمة العصب البصري). قد يؤثِّر السرطان مثل الورم الدبقي البصري قد يُؤثّر على العصب البصري (II). قد يضغط ورم الغدة النخامية على المسلك البصري أو التصالب البصري للعصب البصري (II)، مما يؤدي إلى خسارة في المجالات البصرية. قد يمتد كذلك ورم الغدة النخامية إلى الجيب الكهفي ضاغطاً على العصب المُحرِّك للعين (III) والعصب البَكَرِيّ (IV) والعصب المُبَعِّد (VI) مما يؤدي إلى رؤية مزدوجة وحَوَل. قد تتأثر هذه الأعصاب بفتق الفصوص الصدغية للدماغ عبر منجل المخ.

يُعتقد أن سبب ألم العصب ثُلاثي التَوَائم انضغاط العصب بواسطة شريان مكان انبثاق العصب من جذع الدماغ، تشتمل هذه الحالة على إحساس شديد بالألم في أحد جانبي الوجه. قد يضغط ورم العصب السمعي، بشكل خاص عند الوصل بين الجسر والنخاع المستطيل (البصلة السيسائية)، قد يضغط على العصب الوَجهِيّ (VII) والعصب الدِهليزيّ (VIII) مما يؤدي إلى فقدان السمع والإحساس على الجانب المتأثِّر.

#### السكتة الدماغية
قد يحدث انسدادٌ في الأوعية الدموية التي تُرَوِّي الأعصاب أو نواها وهو ما يُدعى بالسكتة الإقفارية، تؤدي هذه الحالة إلى ظهور إشارات محدَّدة وأعراض تُحدِّد أين حدث الانسداد. فالجُلْطَة في وعاء دموي ينزح الدم من الجيب الكهفي (خثار الجيب الكهفي) تؤثِّر على العصب المُحرِّك للعين (III) والبَكَرِيّ (IV) والفرع العيني للعصب ثُلاثيّ التوائم (V1) والعصب المُبَعِّد (VI).

#### الالتهاب
قد يُضعِف الالتهاب الناتج عن عدوى وظيفة أي عصب من الأعصاب القحفيّة. مثلاً قد يؤدي التهاب العصب الوجهي (VII) إلى شلل بيل.

يمكن أن يُسبب التَصَلُّب المتعدد، وهو عملية التهابية يمكن أن تؤدّي إلى نقص في غمد الميالين الذي يحيط بالأعصاب القحفية، يمكن أن يُسبِبَ مجموعة متنوعة من الأعراض المتناوبة التي تؤثِّر على أعصاب قحفيّة عديدة.

#### أُخرى
هناك أسباب أخرى محتملة لأذية الأعصاب القحفية كإصابة الأعصاب أثناء الجراحة العصبية (كحالة إزالة ورم)، وصدمة الجمجمة ومرض العظام كداء بادجيت.

## التاريخ
سَمَّى عالم التشريح اليوناني الروماني جالينوس (210-129 قبل الميلاد) سبعَة أزواج من الأعصاب القحفيّة. فيما بعد، وتحديداً عام 1664 اقترح عالم التشريح الإنجليزي السير توماس ويليس أن هناك تسعة أزواج من الأعصاب. أخيراً، وفي عام 1778 سَمَّى عالم التشريح الألماني صموئيل توماس فون سوميرينغ 12 زوجاً من الأعصاب المقبولة عموماً هذه الأيام. على أيِّ حال، ولأن العديد من الأعصاب تبثق من جذع الدماغ كجذيرات، هناك نقاش مستمر حول عدد الأعصاب في الواقع، وكيف يجب أن يُجَمَّعُوا. هناك سببٌ لاعتبار كلا العصبين الشَمِّيّ (I) والبصريّ (II) مسالكَ دماغيّة بدلاً من كونها أعصاباً قحفيَّة. علاوةً على ذلك، فإن العصب الانتهائي (العصب N أو O) وهو صغير جداً يوجد عند الإنسان ولكن يمكن ألّا يكونَ وظيفيَّاً. في الحيوانات الأُخرى، يظهر أنه مهمٌّ في التَقَبُّل الجنسيّ اعتماداً على تصوير فيرمونات.

## في الحيوانات

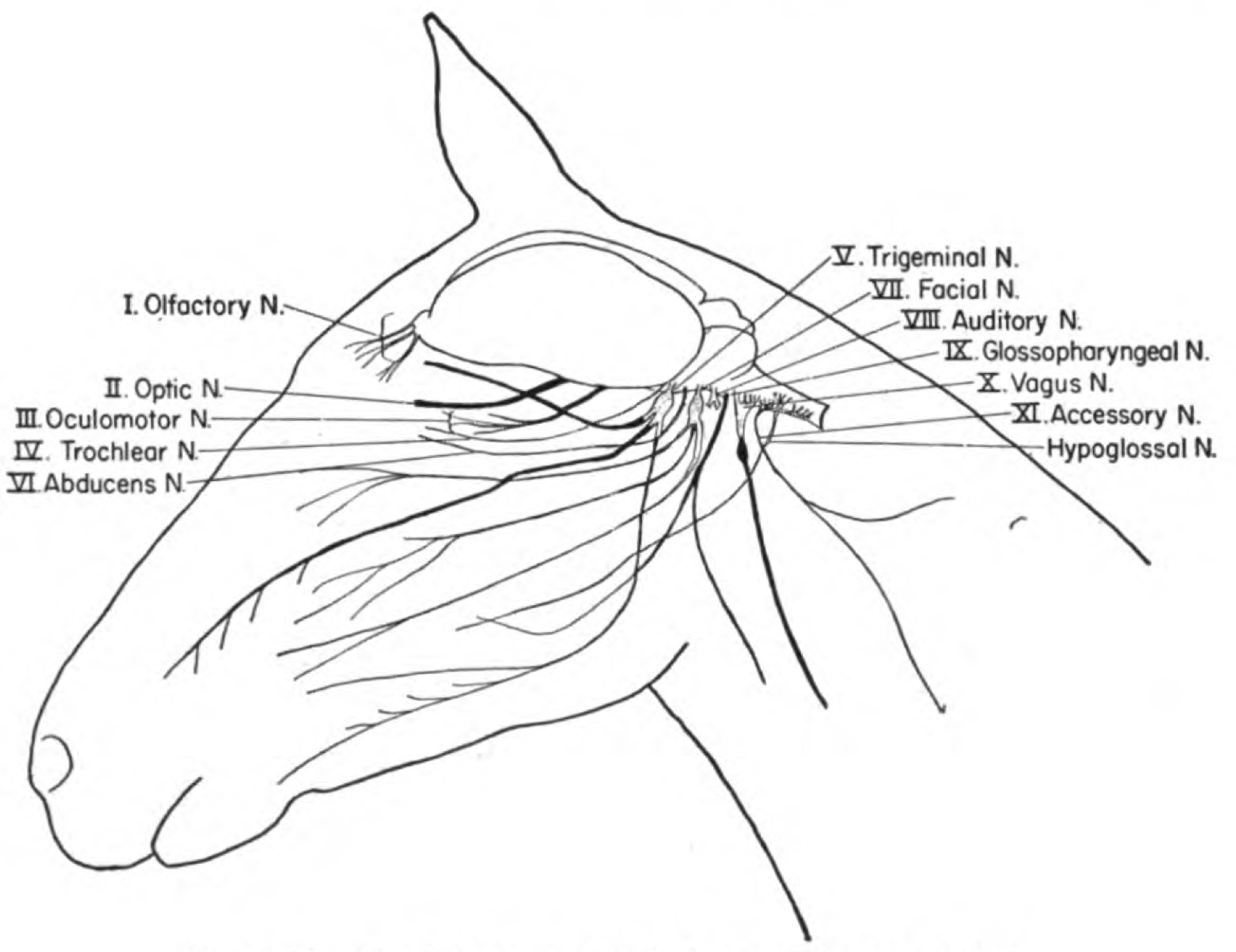
منظر تخطيطي للأعصاب القحفية عند الحصان.
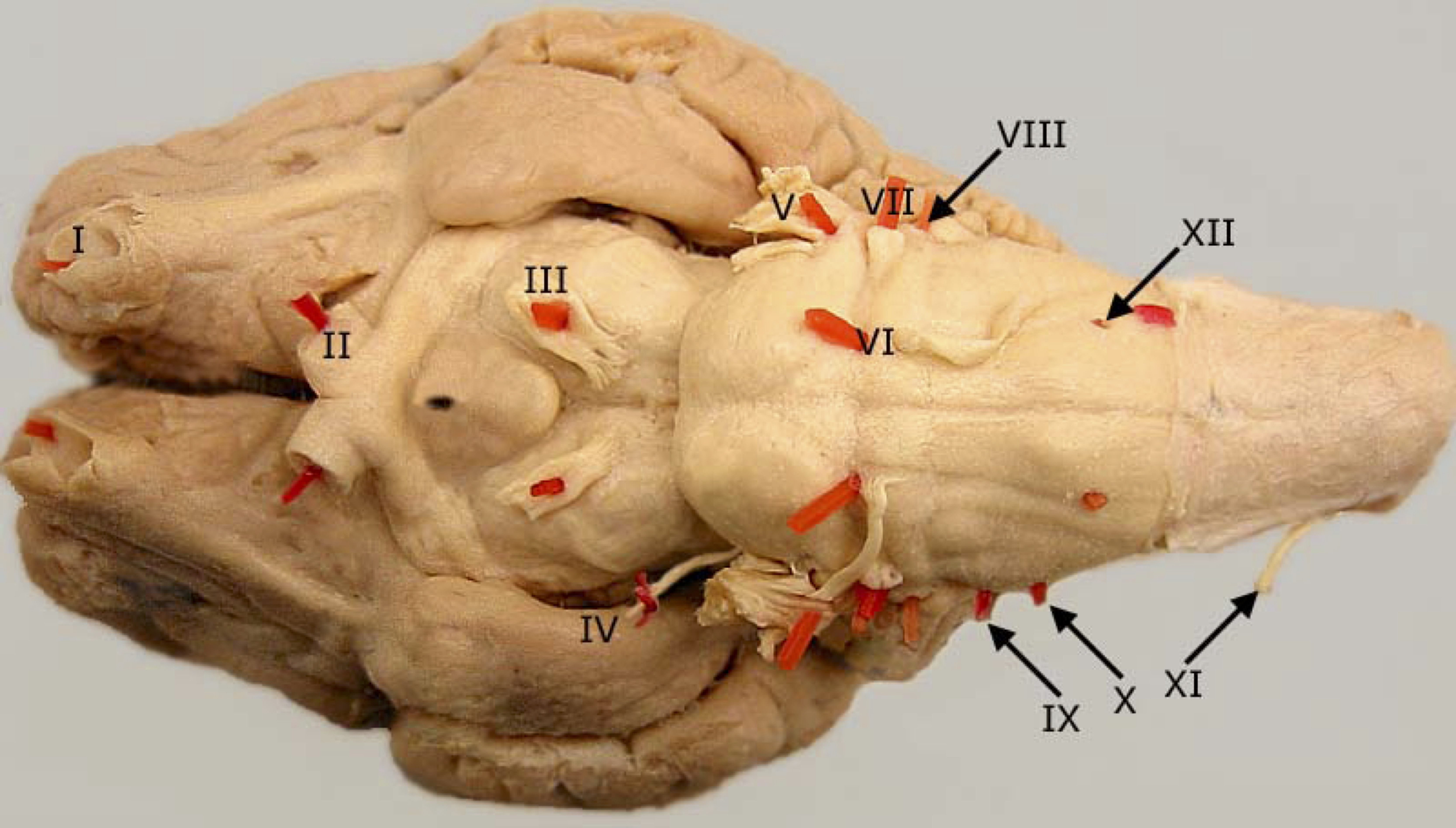
منظر بطني لدماغ خروف. تم تلوين مخارج أعصاب قحفيّة متنوعة باللون الأحمر

تظهر الأعصاب القحفية في الفقاريات الأخرى. للسُلَويَّات الأخرى (رباعيات الأرجل غير البرمائية) أعصابٌ قحفيّة مشابهة لتلك الموجودة عند البشر. في اللا سُلَويَّات (السمك والبرمائيات) لا يوجد عصب إضافي (XI) وعصب تحت اللسان (XII)، يتكامل العصب الإضافي في هذه الحالة مع العصب المبهم (X)، أما العصب تحت اللسان فيُمثِّله عدد متنوع من الأعصاب الشوكيّة التي تنبثق من الفطع الشوكيّة التي تندمج بالقذَال. هذان العصبان فقط يصبحان عصبان منفصلان في أسلاف السُلَويَّات (رباعيات الأرجل غير البرمائية).

## وصلات خارجية
- عن الأعصاب القحفيّة (Brainfacts.org)
- الأعصاب القحفيّة (مدرسة يال للطب)